# Fetichismo por óculos

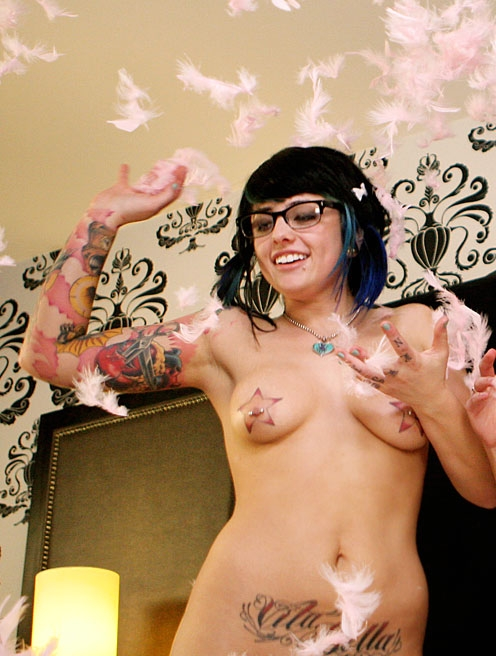
Exemplo de pornografia suave com uma modelo de óculos

O fetichismo por óculos é uma atração fetichista por pessoas usando óculos graduados, ou um parceiro usando óculos graduados, óculos de sol ou lentes de contato cosméticas, ou os próprios fetichistas usando qualquer um desses óculos. Outras atividades relacionadas incluem o uso desses óculos durante atos sexuais ou a ejaculação nos óculos.

## Arquétipo Megane
Nos fãs de anime e mangá, personagens masculinos que obtêm apelo sexual pelo fato de usarem óculos são chamados de megane, megane-kun, megane otoko ou meganedanshi (メガネ男子). O equivalente feminino, que é atraente para otaku, é conhecido como meganekko (メガネっ娘) (メガネ, também めがね ou 眼鏡, megane pronunciado ("óculos") e ko para "criança" (子), mas usando o kanji para "filha" (娘)).